# 紫園香
紫園 香（しおん かおり、1958年 - ）は、日本のフルート奏者。世界24ヶ国から招聘を受けている。東京藝術大学首席卒業。同大学院修了。藝術学修士。天皇から招聘され皇居桃花楽堂にて御前演奏。第７回「万里の長城杯」国際コンクール入賞ほか、受賞多数。NHK洋楽オーディション入選。クラシック「音楽之友」誌で年間コンサートベスト１位、日本時事通信特選CDに推奨。NHK、スイス、アメリカ、韓国、ハワイ、ブラジルなど、世界中のTV、ラジオ、メディアでその多彩な演奏活動が取り上げられている。

## 経歴
- 1977年東京芸術大学音楽学部附属音楽高等学校（首席）卒、1981年東京藝術大学音楽学部（首席）卒、1984年同大学院修了（芸術学修士）。川崎優、吉田雅夫、金昌国、M.モイーズ、A.マリオン他に師事した。
- 1978年から1979年、スイスにてモイーズの薫陶を受け、マスターコース修了。スイス放送協会録音。
- 1979年にNHK洋楽オーディションに室内楽で、1981年ソロで、2度入選。以来NHK-FM・NHK-TV、テレビ東京等に度々出演。
- 1981年、天皇に招聘され、皇居桃華楽堂にて御前演奏。
- 1982年、東京文化会館以来、カザルスホール、サントリーホール、紀尾井ホール他主要ホールで公演多数。
- 1985年以来、外務省招聘「文化交流使節団」等により世界24ヶ国でリサイタルを開催。高い評価を得る。
- 1988年より始めたライフワークである各地教会での「チャペル・コンサート」は全国2000ヶ所を超える。
- 1990年から2000年、女性だけのフルートオーケストラ「ムジカ・フィオーレ」コンサートマスター。
- 1992年外務省文化交流使節団として台湾から招聘。台北文化会館でリサイタル。
- 2000年第7回「万里の長城杯」国際コンクール入賞。
- 2002年にはワールドハープコングレス、ジュネーヴ国際芸術週間、2003年釜山巨済島コンサート等、国際音楽祭招聘多数。
- 2009年よりアフリカ・ケニア「コイノニア教育センター」特別講師（写真上）として招聘。
- 2015年韓国から招聘。リサイタルツアー。
- 2016年復光節に日韓の架け橋として韓国でリサイタルツアー。
- 2016年NGOハンガーゼロ親善大使。
- 2017年ドイツライプティヒ聖トーマス教会（J.S.バッハゆかりの教会）で演奏
- 2018年移民110周年記念にブラジルから招聘され、ブラジル各地でリサイタルツアー
- 2019年アメリカから招聘。アトランタ・サンフランシスコ・ロスアンジェルス・ハワイ他アメリカ各地をリサイタルツアー
- デビューの1984年以来毎年、東京文化会館でリサイタル、CD、著書を発表しながら、後進育成、社会貢献に意欲的に取り組み現在に至る。

＊＊＊＊＊＊＊＊＊＊＊＊＊＊＊＊＊＊＊＊＊＊＊＊＊＊＊＊＊＊＊＊＊＊＊＊＊＊＊＊＊＊＊＊＊＊＊＊＊
- NHKFM「現代音楽の時間」「FMリサイタル」「FM名曲リサイタル」など出演多数。
- FEBCキリストラジオ放送、TV「ハーベストタイム」、韓国キリスト教テレビ放送(CGNTV)「信仰と私」、太平洋放送協会PBAテレビ「ライフ・ライン」、雑誌の「百万人の福音」「Manna」「婦人の友」等で広く活動を報じられている。「ザ･フルート」他音楽専門誌に連載多数。
- 2021年東京文化会館リサイタル「香る薔薇の雨降る聖テレーゼ」で年間コンサートベスト１位（音楽の友：柴田隆一氏選）
- 日本時事通信特選CDに選出。
- 2022年東京文化会館でデビュー40周年記念リサイタル開催。年間コンサートベスト10に入賞。（音楽の友）
- 現職
- 日本クリスチャン音楽大学及び同大学院教授。
- ムラマツ・フルートレッスンセンター講師、ユーオーディア・アカデミー講師。
- 日本クラシックコンクール審査員。
- ケニアコイノニア教育センター特別講師。
- ブラジル教会音楽家集団「Soli Deo Gloria」顧問。
- フルートオーケストラの分野開拓にも力を注ぎ、フルートアンサンブル「メタモルフォ」「HIBARI」「エレガンティア・ディヴィナ」を育成。「香笛の会」主宰。
- キリスト品川教会音楽伝道師。
- NGOハンガーゼロ親善大使[1]。
- 音楽プロデューサーとして教会で東日本大震災支援コンサートを開催、熊本地震支援コンサート、ケニアのスラムの子供達の教育支援「〜ケニアに届け! 愛のハーモニー〜 コイノニアチャリティコンサート」を全国展開するなど、世界中に音楽を通して愛と平和を届けている。

## CD
- アヴェ・マリア
- リゴレット・ファンタジー （1994年『レコード芸術』優秀録音）
- メディテーション
- ヴォイス
- ブレス・ユー 〜やすらぎのひととき〜
- ボーン・アゲイン 〜新たなるたびだち〜
- Benedicere 〜祝福〜
- 安かれ我が心よ
- クリスマスララバイ
- 愛の風がきこえる
- ビタミン・フルート
- Calling
- 香る薔薇の雨降る聖テレーゼ
- J.S.バッハからの贈りもの〜紫園香バッハ作品集〜[2]

## 曲集
- ブレス・ユー

## 著作
- 愛の風がきこえる
- フルートX骨ストレッチ〜人生最高の音色を求める方に〜